# Dummdeutsch
Dummdeutsch nannten sich in den 1980er Jahren zwei Wörtersammlungen, die bissige Sprachkritik betrieben. Ziel der beiden Bände war es, die „schleichende Verhunzung“ der Sprache, das „verbale Imponiergewurstel“ und das „Verschleierungsdeutsch“ in Politik und anderen Bereichen offenzulegen. Die deutsche Sprache der vorangegangenen Jahre habe sich demnach dadurch ausgezeichnet, dass sie markant „dumme“, also überflüssige, unlogische oder verschleiernde Wörter und Floskeln generiert habe, und zwar sowohl in Form von Neuverwendung als auch von Neuprägung. Die Autoren, Redakteure des satirischen Magazins Titanic, kommentierten einige der in den 1970ern und 1980ern modischen Worte und Wendungen. Insbesondere Eckhard Henscheid wandte sich dabei gegen einen Jargon, den er im Feuilleton, in Werbung und Wirtschaft, in der „Psychoszene“, in den Massenmedien und bei damaligen Intellektuellen ausmachte und zu dem er Ausdrücke wie Betroffenheit, Wut und Trauer, Selbstverwirklichung oder Feeling zählte. Die beiden Bände wurden von Publikum und Kritik gut aufgenommen.